# Las Salinas (Repubblica Dominicana)
Las Salinas è un comune della Repubblica Dominicana di 5.229 abitanti, situato nella Provincia di Barahona.